# Louis Muy
Louis Muy, francoski maršal, * 1711, † 1775.
1. 1 2  data.bnf.fr: platforma za odprte podatke — 2011.